# Мерре-сюр-Арс
Мерре́-сюр-Арс (фр. Merrey-sur-Arce) — коммуна во Франции, находится в регионе Шампань — Арденны. Департамент — Об. Входит в состав кантона Бар-сюр-Сен. Округ коммуны — Труа.
Код INSEE коммуны — 10232.
Коммуна расположена приблизительно в 175 км к юго-востоку от Парижа, в 100 км южнее Шалон-ан-Шампани, в 33 км к юго-востоку от Труа.

## Население
Население коммуны на 2008 год составляло 331 человек.
| 1962 | 1968 | 1975 | 1982 | 1990 | 1999 | 2008 |
| ---- | ---- | ---- | ---- | ---- | ---- | ---- |
| 210  | 266  | 274  | 270  | 288  | 303  | 331  |

## Экономика
В 2007 году среди 210 человек в трудоспособном возрасте (15—64 лет) 165 были экономически активными, 45 — неактивными (показатель активности — 78,6 %, в 1999 году было 69,0 %). Из 165 активных работали 155 человек (84 мужчины и 71 женщина), безработных было 10 (4 мужчины и 6 женщин). Среди 45 неактивных 15 человек были учениками или студентами, 19 — пенсионерами, 11 были неактивными по другим причинам.

## Фотогалерея

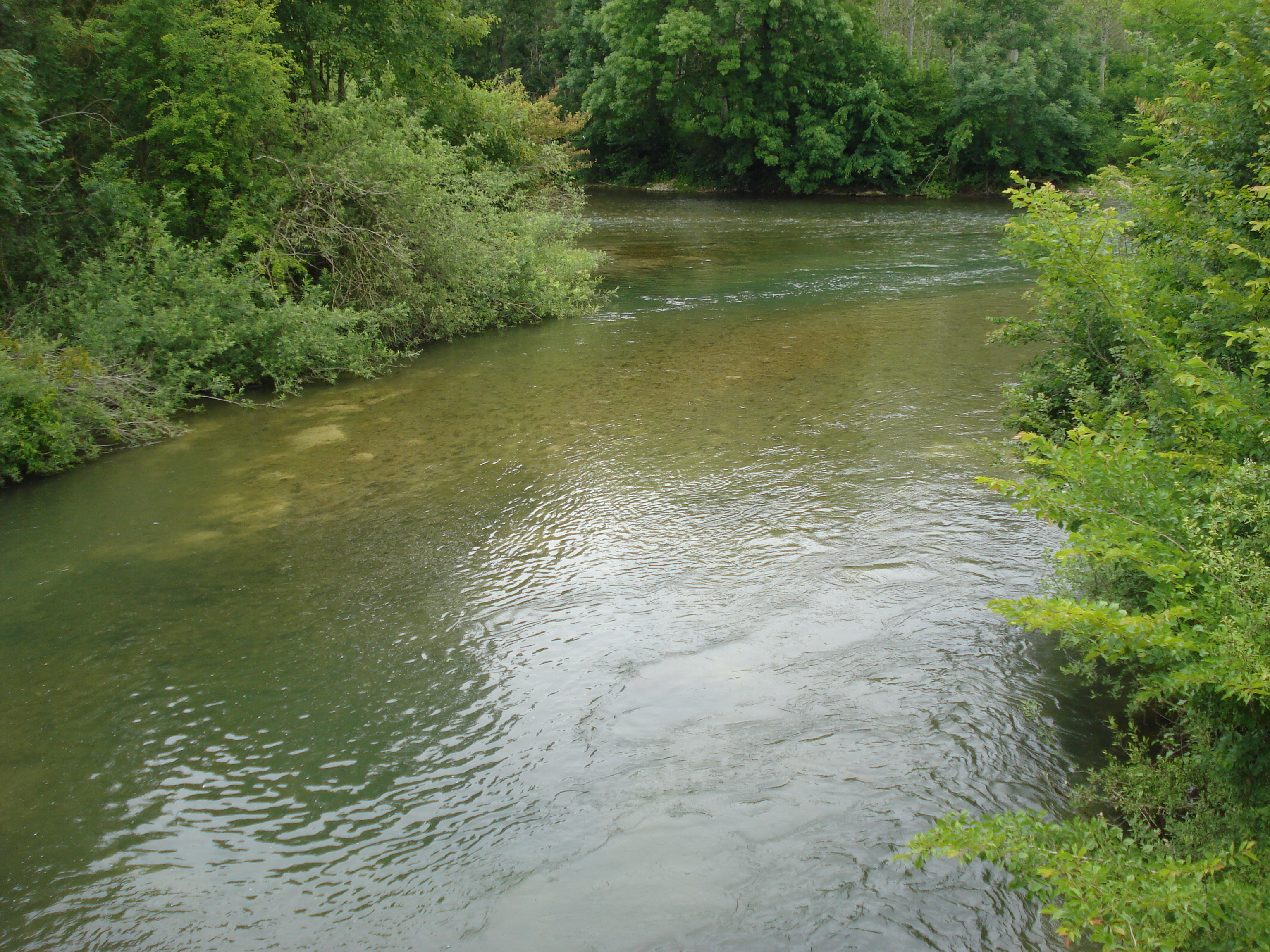
Река Урс в месте впадения в Сену
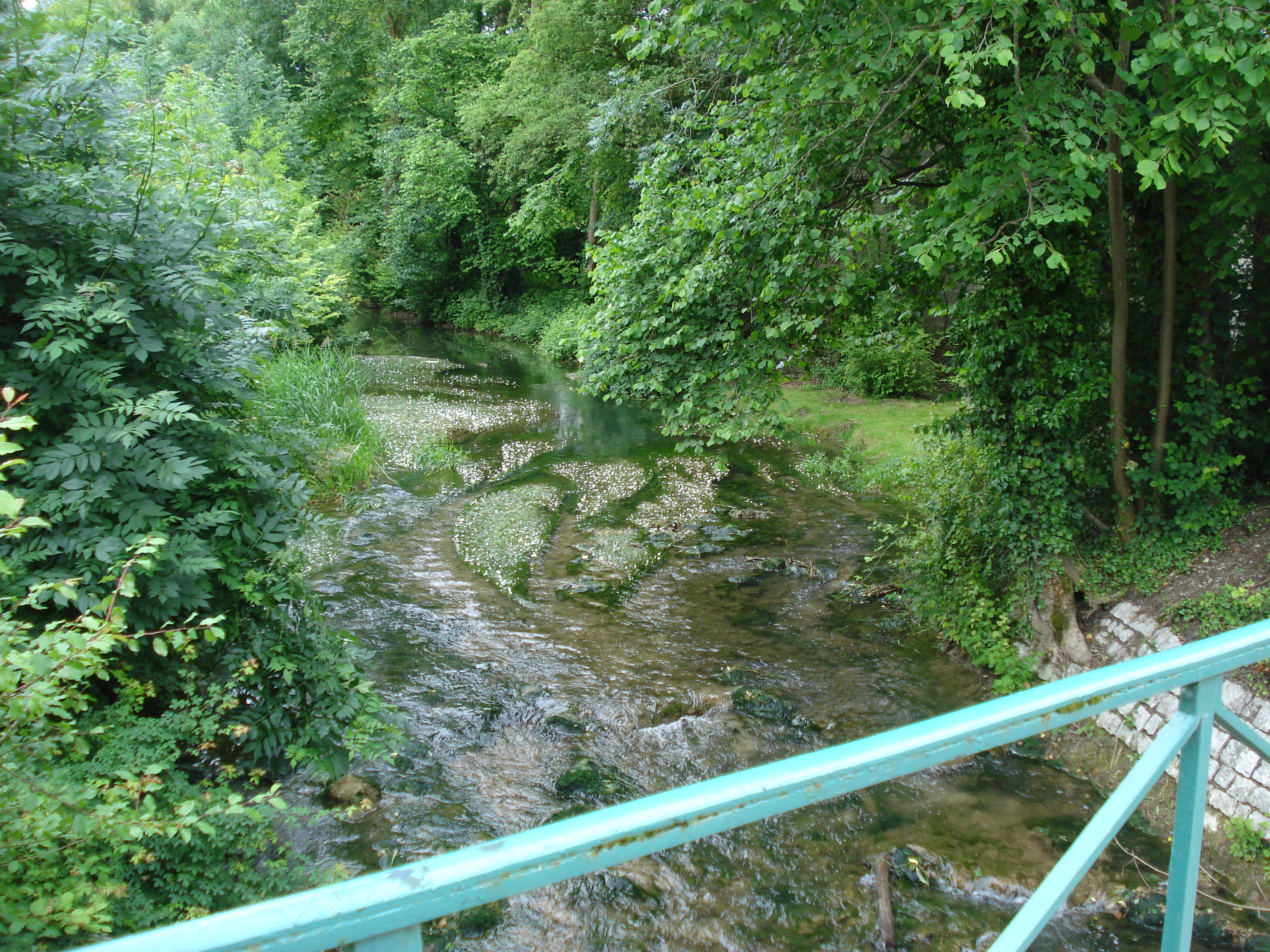
Река Арс
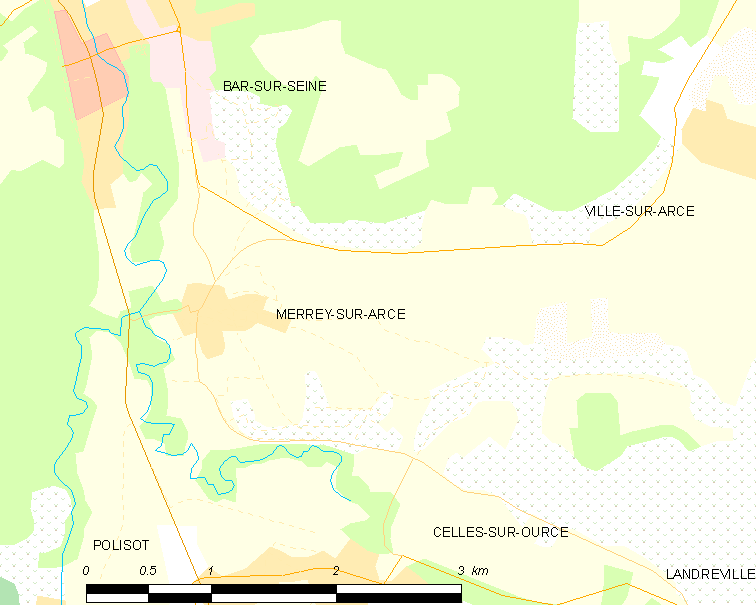
Карта коммуны